# Амедей II де Монфокон

Графство Монбельяр на карте Верхней Бургундии

Амедей II (фр. Amédée II de Montfaucon; ок. 1135 — 1195) — сеньор Монфокона с 1162 года, граф Монбельяра с 1163 года.
Сын Ришара II де Монфокон и его жены Софии, дочери Тьерри II Монбельярдского.
В 1163 году наследовал Тьерри II в качестве графа Монбельяра. Также как и предшественник, был сторонником императора Фридриха Барбароссы, за что получил от него в 1170 году сеньории Орб (конфискованную у сиров де Сален) и Монтаньи-пре-Ивердон.
Амедей II первым браком был женат (ок. 1150) на неизвестной по имени и происхождению женщине. Вторая жена — Беатрис, по некоторым источникам — дама де Грансон, дочь Роже де Жуанвиля. Третья жена — возможно, Озилия де Фоконье, дочь Жислебера III де Фоконье.
Дети от первого или брака:
- Агнес де Монфокон (1150/55 — 1186/1200), муж (ок. 1166) — Эрар II де Бриенн.

Дети от третьего брака:
- Ришар III, сеньор де Монфокон, граф де Монбельяр.
- Готье де Монбельяр (ум. 22 июня 1212), регент королевства Кипр,
- Аликс (ум. после 1244), 1-й муж Бертольд II де Катцеленбоген, 2-й муж (1208) — Филипп д’Ибелин.
- дочь.

Весной 1195 года Амедей II во время переговоров был убит Оттоном Штауфеном — пфальцграфом Бургундии, братом императора (occisus ab Ottone fratre imperatoris). Точная причина ссоры не известна — возможно, речь шла о разграничении границ.
Владения Амедея достались сыновьям. Также они были наследниками своего дяди Тьерри, архиепископа Безансона, умершего в 1190 году во время участия в Третьем крестовом походе.